# Michel Luneau
Michel Luneau (30 janvier 1934 – 19 juillet 2012) était un poète, écrivain, éditeur et collectionneur d'art originaire de Bretagne. Né à Nantes, Michel Luneau a écrit de nombreuses œuvres mêlant poésie et prose, explorant des thèmes liés à l'art et à la culture.
À partir de 1998, Michel Luneau a dirigé le Centre d'art contemporain de La Rairie à Pont-Saint-Martin, où il a mis en avant des artistes émergents. Il était reconnu pour ses réflexions sur l'intersection entre la littérature et l'art visuel, alliant narration et critique pour approfondir la compréhension des deux disciplines.
Michel Luneau a également été une personnalité de la radio dans la région nantaise et a contribué au paysage médiatique à travers son travail. Il a fait partie du comité de rédaction de Place publique, une revue consacrée aux enjeux urbains, dirigée par le journaliste Franck Renaud. Ses écrits dans diverses revues littéraires et artistiques ont enrichi les débats sur les mouvements artistiques contemporains et le rôle des collectionneurs.
En tant que collectionneur, Michel Luneau était reconnu pour son goût averti et son engagement à soutenir de nouveaux talents, laissant une empreinte durable sur le public à l'échelle mondiale. Sa passion pour l'écriture et l'art continue de résonner, influençant de nombreux artistes et écrivains émergents. Michel Luneau est décédé à Pont-Saint-Martin suite a une longue maladie.

## Publications
- Le Mal vivant, Sylvain Chiffoleau, 1956
- Solitude à plusieurs voix pour une mort naturelle (tirage réservé). Court recueil de poèmes écrits dans la maison de ses parents, rue Anatole Le Braz à Nantes, dans les jours qui ont suivi le décès de sa mère (février 1976).
- O Positif (poèmes), Saint-Germain-des-prés, 1977  (ISBN 2243004887)
- O Positif (recueil orné par Antonio Guansé), Saint-Germain-des-prés, 1977
- La Nuit des autres, Saint-Germain-des-prés, collection Théâtre, 1977  (ISBN 2243004879)
- Mort à vivre, illustré par Alix Axthausen, Saint-Germain-des-prés, 1978
- Le Cantique des organes, Saint-Germain-des-prés, 1978  (ISBN 2243004283)
- La Maison du poète, Saint-Germain-des-prés/Armand Colin, collection "L'enfant, la Poésie", 1979  (ISBN 2243011921)
- Douceur du sang, illustré par Alix Axthausen, Saint-Germain-des-prés, 1980
- Le Mémorial du sang, Grasset, 1981  (ISBN 2-246-23101-9) (BNF 34682215)
- Folle-alliée (roman), Grasset, 1982 (Prix Sainte-Beuve)  (ISBN 2246282411)
- Chroniques de la vie d'en dessous (roman), Grasset, 1984  (ISBN 2246309514)
- Sexe-je, Grasset, 1986  (ISBN 2246372011)
- La Légende du corps (roman), François Bourin, 1989  (ISBN 2876860236)
- L'Autredi (roman), François Bourin, 1990 (Prix du roman de la Société des gens de lettres, Prix le Procope, Avoriaz 1991)  (ISBN 2876860678)
- Paroles d'arbre, Julliard, 1994  (ISBN 2260001319)
- Gabriel, archange (roman), Flammarion, 1996 (Prix de la ville de Nantes)  (ISBN 2080673483)
- Rouge profond (poèmes), Peintures de Tony Soulié, Climats, 1999  (ISBN 2841581241)
- Voiture 13, place 64 (roman), Verticales, 2000 (Prix de l'Ouest)  (ISBN 2843350433)
- Minimales et Maximiennes (recueil d'aphorismes), collages de Thierry Renard, Climats, 2002  (ISBN 2841582167)
- La Rairie dans tout son état, Gallimard, 2003  (ISBN 2843351650)
- Paroles d'arbre (extraits), édition illustrée par Tony Soulié, Climats, 2003
- L'Œil excessif : Entre Loire et Océan, illustré par Tony Soulié, Joca Seria, 2004  (ISBN 2848090308)
- Euphorismes (aphorismes), Joca Seria, 2004  (ISBN 2848090235)
- Avis de passage (roman), Joca Seria, 2005  (ISBN 2848090561)
- Transmission de pensées (aphorismes), Joca Seria, 2006  (ISBN 2848090707)
- Juste avant d'écrire (roman), Joca Seria, 2007  (ISBN 2848090847)
- Antonin, chambre 409 (poèmes pour enfants), illustrations de Michel Jouët, Joca Seria, 2009  (ISBN 978-2-84809-119-8) (BNF 42098365)
- La séparation de corps, suivi de Règles de trois, illustration Tony Soulié, Joca Seria, 2009  (ISBN 9782848091037)
- Pour l'amour des mots (euphorismes), Joca Seria, 2010  (ISBN 9782848091501)
- L'adieu aux arbres et aux oiseaux (roman), poèmes et collages de Thierry Renard, Joca Seria, 2011  (ISBN 9782848091617)
- À vol d'oiseau (poème)